# Norsk lyd- og blindeskriftbibliotek
Die Norwegische Hör- und Braille-Bibliothek (NLB) ist eine öffentliche Bibliothek, die Hörbücher und Bücher in Blindenschrift produziert und verleiht. Das Angebot richtet sich an alle, die regelmäßig Schwierigkeiten haben mit dem Lesen gedruckter Texte und Bücher, sei es aufgrund von Lese-Rechtschreibstörungen, Sehbehinderungen oder anderen Umständen. Die Bibliothek ist für norwegische Landsleute und ihr Dienst ist kostenlos. Die Bücher werden portofrei auf CD verschickt, heruntergeladen oder von der NLB-Website gestreamt. NLB ist Norwegens größter Produzent von Hörbüchern und Büchern in Blindenschrift. Die Bibliothek verfügt über etwa 15.000 Hörbücher und 6.000 Braille-Bücher (2011). Der Studentendienst der NLB versorgt Studierende an Universitäten, Fachhochschulen und Berufsschulen mit Lehrplanliteratur.
Paragraph 17 des norwegischen Urheberrechtsgesetzes erlaubt der NLB das Herstellen und Verleihen angepasster Literatur.

## Geschichte
Im Jahr 1910 eröffnete der norwegische Blindenverband die erste Braille-Blindenbibliothek des Landes in Bergen. Abteilungen in Oslo und Trondheim wurden jeweils 1913 und 1916 eröffnet. Der norwegische Blindenverband betrieb die Braille-Bibliotheken, bis 1989 die Verantwortung für Bibliotheksdienstleistungen für Blinde und Lesebehinderte an das staatliche Ministerium für Kultur und Kirchenangelegenheiten übertragen wurde. Im Jahr 2007 wurden die Zweigniederlassungen der NLB in Bergen und Trondheim geschlossen. Die gesamte Produktion und der Verleih von Hör- und Braille-Büchern geschieht heute in der Osloer Niederlassung.

## Organisation
Die NLB hat 49 Mitarbeiter (2011). Zusätzlich werden 59 Personen als Vorleser und Textberater angestellt. Direktor ist Øyvind Engh.
Der Vorstand der NLB wird durch das Ministerium für Kultur ernannt. Vorsitzender ist Trygve Nordby.

## Dienstleistungen
NLB ist sowohl Volks- als auch Lehrbibliothek. Registrierte Mitglieder haben Zugriff auf die gesamte Büchersammlung. Die Bibliothek bietet Belletristik und Sachbücher sowie Abonnement-Zeitschriften und einige Zeitungen. Sehbehinderte Schüler haben ein Recht auf benötigte Lehrmaterialien. Schüler mit einer Lese-Rechtschreibstörung oder anderen Lesebehinderungen dürfen Hörbücher leihen, die sich im Bestand der NLB befinden oder von einer Partnerbibliothek der NLB aus einem anderen Land produziert wurden.
Der Bestand der NLB ist durchsuchbar und registrierte Nutzer können Bücher bestellen oder über die Website der NLB direkt herunterladen oder streamen.
NLB bietet Bibliotheksdienstleistungen für alle, die einen Nachweis über Schwierigkeiten mit dem Lesen gedruckter Texte haben. Die Einschreibung bei der NLB erfordert eine offizielle Bestätigung (zum Beispiel von einem Arzt, einer Krankenschwester, …) über die Notwendigkeit angepasster Literatur. Blinde und Sehbehinderte, die dem norwegischen Blindenverband angehören, müssen keine Nachweise vorlegen. Schulen, die Schüler mit Leseschwierigkeiten haben, sind leihberechtigt. Das Gleiche gilt für Institutionen mit lesebehinderten Nutzern. Die Schule oder Institution registriert Mitglieder über eine Kontaktperson.

### Hörbücher
Hörbücher werden von professionellen Sprechern in Studios der NLB eingelesen. Sie kauft auch von kommerziellen Verlagen produzierte Hörbücher. Diese werden vor dem Verleih in das DAISY-Format umgewandelt. Alle Hörbücher der NLB sind im DAISY-Format. Dies ist ein digitales Format, das für Hörbücher eine ähnliche Navigation wie in herkömmlichen Büchern ermöglicht. Um alle Vorteile der Funktionalität eines DAISY-Buches nutzen zu können, ist es empfehlenswert, einen DAISY-Player oder EasyReader Express verwenden, eine integrierte Wiedergabe-Software für PCs für alle Hörbücher der NLB.
Die Audio-Dateien eines DAISY-Buches sind im MP3-Format kodiert. Die Bücher können auch mit jedem MP3-fähigen Wiedergabegerät gehört werden, wobei dann die Navigationsmöglichkeiten beschränkt sind. Sehbehinderte können DAISY-Player über Hilfsmittelzentralen der norwegischen Arbeiter- und Wohlfahrtsbehörde (NAV) in ihrem Landkreis ausleihen.
Im Jahr 2008 wurde eine neue Hörbuch-Vereinbarung zwischen der Regierung und Rechteinhabern unterzeichnet. Die Vereinbarung erlaubt der NLB das Verleihen einer unbegrenzten Anzahl von Kopien von geschützten Hörbüchern, wodurch es keine Wartelisten gibt.

### Sprachsynthese
Eine zunehmende Anzahl von Büchern wird unter Verwendung von Sprachsynthese hergestellt. Dieser Quelle entstammt die Hälfte der wissenschaftlichen Literatur und auch die Hörausgabe der meisten Zeitschriften und Zeitungen. Audio aus Sprachsynthese ist in Volltext-Büchern erhältlich, deren Text auf dem PC während der Vorlesung angezeigt werden kann. Im Jahr 2009 veröffentlichte die NLB die Sprachsynthese-Software „Brage“. Brage wird in Partnerschaft mit der schwedischen Talboks- och punktskriftsbiblioteket (TPB) und mit Mitteln der Norsk språkbank entwickelt.

### Bücher in Blindenschrift
NLB vermittelt die Herstellung von Texten in Blindenschrift (Braille). Braille-Bücher werden auf Nachfrage beim Blindenverlag in Bergen gedruckt und als Heft geliefert. Neben Büchern können Mitglieder der NLB auch Newsletter, Zeitschriften und Romane in Braille-Schrift abonnieren.

## Zusammenarbeit
NLB kooperiert mit mehreren Interessensorganisationen und anderen, die sich mit der Zielgruppe des NLB beschäftigen.

### DAISY-Konsortium und norwegisches DAISY-Konsortium
Die Teilnahme am DAISY-Konsortium (DC) ist von wesentlicher Bedeutung für die Entwicklung der NLB. Die NLB wird im Vorstand des Konsortiums vertreten.
Im Jahr 2006 initiierte die NLB die Etablierung des norwegischen DAISY-Konsortiums (NDK). Das norwegische wird dem internationalen Konsortium angegliedert und besteht aus folgenden Mitgliedern: dem Huseby kompetansesenter, dem Bredtvet kompetansesenter, der Kristent Arbeid blant Blinde og svaksynte (KABB), dem Tambartun kompetansesenter, den Nasjonal Pådriver, dem Norges Blindeforbund und der Norsk lyd- og blindeskriftbibliotek (NLB).

### International Federation of Library Associations and Institutions (IFLA)
NLB ist Mitglied des ständigen Ausschusses der IFLA-Sektion der „Libraries Serving Persons with Print Disabilities“ (etwa: „Bibliotheken für Menschen mit Lesebehinderungen“). Das Hauptziel der Sektion ist es, Menschen mit Seh- und Lesebehinderungen die gleichen Bibliotheksdienste zugänglich zu machen wie anderen. NLB ist auch ein Teilnehmer des TIGAR-Projekts. Dies ist eine Zusammenarbeit zwischen IFLA-Sektionen und dem DAISY-Konsortium. Ziel des Projektes ist es, Seh- und Lesebeeinträchtigten unabhängig von ihrem Aufenthaltsort direkte Zugriffsmöglichkeiten auf gewünschte Literatur in digitaler Form sicherzustellen. Die Versorgung wird durch internationale Zusammenarbeit und Datenaustausch gewährleistet.

### Nordische Zusammenarbeit
NLB kooperiert mit entsprechenden Bibliotheken in anderen nordischen Ländern: der dänischen Nota, der schwedischen Talboks- och punktskriftsbiblioteket (TPB), der isländischen Blindrabókasafn Íslands und der finnischen Celia.
Im Herbst 2009 unterzeichnete die Bibliothek eine Vereinbarung über den grenzüberschreitenden Austausch von Literatur. Die Vereinbarung umfasst sowohl fertige Produktionen als auch Zugriff auf Dateien, um Literatur im gewünschten Format zu produzieren. Die Vereinbarung erhöht das Angebot für die Zielgruppe und trägt dazu bei, unnötige Doppelproduktionen zu vermeiden. Darüber hinaus ermöglicht der Vertrag den Bibliotheksmitgliedern, sich auch aus den Angeboten von Bibliotheken aus den anderen nordischen Ländern angepasste Literatur leihen zu können.